# Stockerhut
Stockerhut ist ein Stadtteil der Stadt Weiden in der Oberpfalz mit 4034 Einwohnern (31. Dezember 2023). Er befindet sich westlich des Zentrums. Während einige Gebiete eher dicht bebaut sind, gehören auch zahlreiche Grünflächen zum Stadtteil.

## Lage
Stockerhut liegt im Westen der Stadt. Von der Altstadt ist es durch die Bahnstrecke Weiden-Oberkotzau getrennt. Im Norden ist dies die Bahnstrecke Weiden-Bayreuth zum Rehbühl. Mit der Bundesautobahn 93 gibt es eine westliche Grenze. Die Frauenrichter Straße bildet die Grenze zum Stadtteil Lerchenfeld.
| Weiden-West | Rehbühl                                     | Scheibe  |
| Neunkirchen | Kompassrose, die auf Nachbargemeinden zeigt | Altstadt |
|             | Lerchenfeld                                 | Bahnhof  |

## Gliederung
Stockerhut lässt sich grob in 5 Teile unterteilen. Diese Gliederung ist jedoch nicht genau und die Grenzen sind nicht festgelegt.
Im Osten befindet sich der älteste Kern von Stockerhut. Dieser entstand etwa 1937. Es sind noch viele Gebäude aus dieser Zeit erhalten. Etwas älter ist der 1925 errichtete Schweigerblock. Dieser wurde 2023 saniert. Im Norden des Viertels verbindet es der Wittgartendurchstich mit dem Stadtteil Altstadt.
Die Neue Mitte ist ein westlich des ältesten Kerns gelegenes Viertel. Mit dem Städtebauförderungsprogramm Stadt- und Ortsteile mit besonderem Entwicklungsbedarf,  Die soziale Stadt, unterstützten Bund und Länder zwischen 1999 und 2019 die Stabilisierung und Aufwertung städtebaulich, wirtschaftlich und sozial benachteiligter und strukturschwacher Stadt- und Ortsteile wie diesen Teil des Stockerhuts. So wurden Wohnblöcke abgerissen und ein Park mit dem Namen Stockerhutpark errichtet. Das Konzept sah folgende Punkte vor:
- Abbruch einzelner Wohnblöcke und Entsiegelung der privaten Freiflächen
- Umgestaltung der öffentlichen Straßen und Schaffung öffentlicher Parkplätze
- Bau der Neuen Mitte (Stockerhutpark) mit Stadtteilzentrum
- Umfassende Sanierung des Wohnungsbestandes und Schaffung von Mieter- und Gemeinschaftsgärten sowie einem engmaschigen Fußwegenetz

Im Jahr 2013 wurde das Projekt abgeschlossen. Von Seiten der Stadt wird angegeben, dass deutliche Verbesserungen spürbar sind.
Im Norden Stockerhuts befinden sich zahlreiche Schulen, wie etwa die Albert-Schweitzer-Schule und die Europa-Berufsschule. Derzeit gibt es noch einen großen Sportplatz. Dieser wird aber einer Wohnsiedlung weichen.
Im Westen des Stadtteils befindet sich die Major-Radloff-Kaserne. Diese beherbergt ungefähr 1200 Soldaten.
Im Norden sind mit dem Weidingweg und der Frühlingsstraße zwei lange Straßen vorhanden. Von diesen zweigen immer wieder Sackgassen ab, die aber denselben Namen tragen. Diese Siedlung erstreckt sich entlang der Bahnstrecke Weiden-Bayreuth.